# Těžba

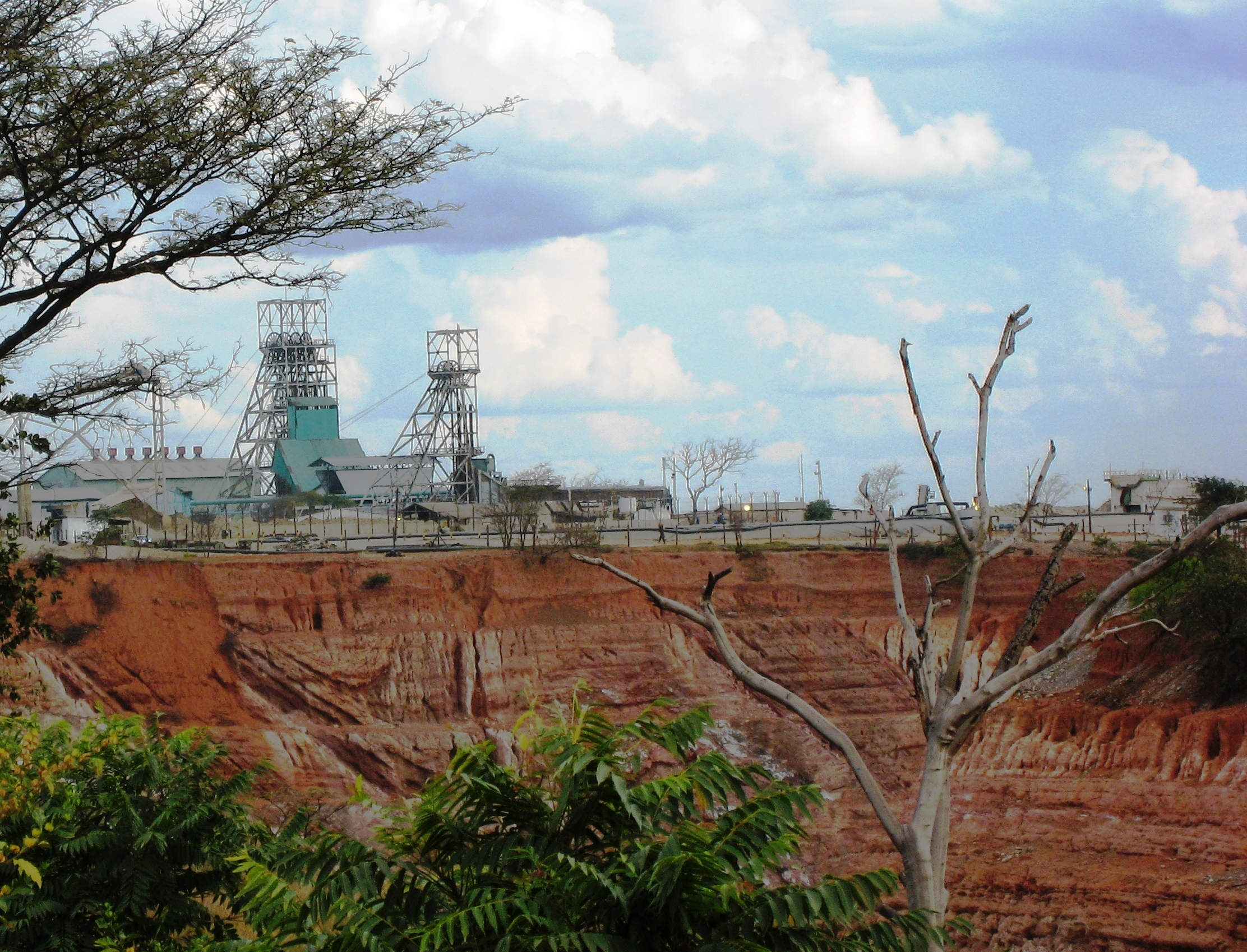
Těžební dílo s dolem

Těžba je dobývání surovin z přírodních zdrojů. Surovinami mohou být například nerostné suroviny, rudy, ropa, zemní plyn, rašelina, horniny, jako jsou uhlí, kaolin aj.

## Těžební průmysl
Těžební průmysl je odvětví průmyslu zaměřené na dobývání přírodních zdrojů z povrchu planety. Jedná se tedy o odvětví lidské činností, jež čerpá zdroje pocházející z prostředí neživé pozemské přírody. Oblasti na těžbu surovin se pak nazývají lomy, doly, ropné vrty apod. Existují i zvláštní případy těžby, např. těžba soli odpařováním mořské vody.
Těžební průmysl se zaměřuje převážně na dobývání surovin a v některých případech na prvotní úpravu – například na drcení kameniva nebo čištění. Může zahrnovat fyzikálně-chemické procesy, kterými se zvyšuje obsah požadované látky. Nejčastěji je těžební činnost spojena s povrchovými či podpovrchovými těžebními centry, kde je přírodní zdroj získáván. Těžební centra jsou spojena s výskytem zdrojů, která jednotlivá centra získávají. Centra musí být napojena na dopravní infrastrukturu, aby se dala získávaná komodita odesílat do zpracovatelských závodů či k dalšímu použití.

## Těžba podle lokality

### Těžba v hlubinných dolech
Zahrnuje těžbu a dopravu vytěženého nerostu z dolu. Těží se v porubech, chodbách. V porubech pracují havíři s různými typy důlních strojů a dopravních zařízení (v těžních chodbách důlní dráha, v šachtách důlní výtahy). Těživo z dolu se dopravuje na povrch těžní jámou pomocí důlních výtahů, a to ve vozících, těžních klecích, nebo ve skipech. Suroviny jsou dále drceny, taveny, tříděny a rozváženy.

### Těžba v lomech
Doprava vytěženého materiálu po pásových dopravnících nebo těžkou technikou do úpravny na zpracování (drcení, mletí, plavení, třídění). Těží se v povrchových lomech v řezech. V případě uhlí může být poblíže dolů uhlí spalováno v (uhelných) tepelných elektrárnách či v teplárnách a přeměňováno na tepelnou či elektrickou energii.

## Těžba podle surovin

### Těžba rašeliny
Rašelina má využití jako palivo, prostředek ke zvýšení úrodnosti půdy, stelivo pro hospodářská zvířata či pro přípravu léčivých lázní. Dříve se těžila ručně, tzv. borkováním. S rozvojem techniky se začala těžit průmyslově, což vede k poškození nebo zániku rašeliniště.

### Těžba ropy
Je prováděna hlubinnými vrty, kterými ropa proudí na povrch, vytlačována tlakem plynů. V některých případech se ropa těží ražením důlního díla – ropa vyvěrající z horniny se odvádí do podzemních nádrží, odkud se čerpá na povrch.

### Těžba soli
Je prováděna buď hornickým způsobem, nebo rozpuštěním soli vháněnou vodou a jejím čerpáním, popř. odpařováním slané vody.

### Těžba síry
Síra je rozptýlená v horninách, těžba se provádí tavením síry horkou vodou vháněnou do vrtů, jíž je pak roztavená síra vynášena na povrch.

### Těžba kamene
Hornina je lámána v lomech, které jsou nejčastěji povrchové, méně podpovrchové. Hornina je vyvážena z lomu do těžebních strojů, kde je drcena na různou velikost. Je využívána jako stavební surovina, posyp, k zarovnávání nerovností, na násypy aj.

## Těžební průmysl a životní prostředí
Podíl recyklovaných kovů na celkové spotřebě je stále pouhým zlomkem. Odhaduje se, že na skládkách končí kolem dvaceti miliard tun nezpracovatelných materiálů ročně. To není problém sám o sobě (často se i nechávají potápět kovové lodě do oceánů, aby se podpořily koráli s nedostatkem železa), ale pokud se kovy například usazují na mikroorganismech ve vodě, přírodní potravní řetězec může být narušen. 

### Toxické kovy
Některé kovy jako olovo bývají považované za toxické pro životní prostředí. Někdy je problém i v bioesenciálních kovech, kterých je jen moc, a například zabraňují některým, pro živé organismy klíčovým chemickým reakcím. Z tohoto úhlu pohledu je důležité, aby se odpadní látky nešířily například rozpouštěním ve vodě dál do oběhu. Problém proto často nastane ve chvíli, kdy spalovny nezpracují 100 % nepotřebného materiálu. Zejména v rozvojových zemích se tak z továren dostává značné množství oxidů síry.

### Kovy v půdě
V místech, kde dříve probíhala těžba, je často v půdě zvýšený podíl některých kovů. Jsou absorbovány rostlinami a stávají se rizikem pro spásače. Někdy bývají naopak rostliny používány záměrně k „vytažení“ kovů z půd. Rostliny pak musí být druhotně zpracovány, jinak se kovy dostanou zpět do půdy.